# (74287) 1998 SS133
(74287) 1998 SS133 – planetoida z pasa głównego asteroid okrążająca Słońce w ciągu 4,33 lat w średniej odległości 2,65 j.a. Odkryta 26 września 1998 roku.